# Federación Internacional de Esquí

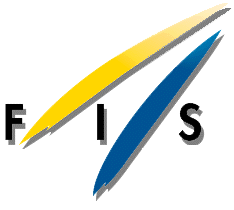
http://www.canadaskiandsnowboard.net/http://www.skiandsnowboard.org.au/Logo de la Federación Internacional de Esquí

La Federación Internacional de Esquí (en francés Fédération internationale de ski, FIS) es el organismo mundial que se dedica a regular las normas de los deportes de esquí a nivel competitivo, así como de celebrar periódicamente competiciones y eventos en cada una de sus disciplinas.
Fue fundada el 2 de febrero de 1924, durante los primeros Juegos Olímpicos de Invierno, celebrados en Chamonix (Francia) por 14 países. Actualmente tiene su sede en Oberhofen am Thunersee (Suiza).

## Disciplinas
La FIS tiene a su cargo ocho disciplinas:
- Esquí alpino
- Esquí nórdico:
  - Esquí de fondo
  - Salto en esquí
  - Combinado nórdico
- Esquí de velocidad
- Esquí artístico
- Telemark
- Snowboard*

- (*) -  Este deporte invernal está representado por dos federaciones internacionales la WSF y por la FIS. Esta última es la única reconocida por el COI

## Organización
La estructura jerárquica de la federación está conformada por el presidente y los vicepresidentes, el director general, el Congreso (efectuado cada dos años), el Comité Ejecutivo, el Consejo y ocho Comités Técnicos - uno para cada disciplina.

### Presidentes
| N.º | Periodo     | Nombre               | País    |
| --- | ----------- | -------------------- | ------- |
| 1   | 1924 – 1934 | Ivar Holmquist       | Suecia  |
| 2   | 1934 – 1951 | Nicolai Ramm Østgård | Noruega |
| 3   | 1951 – 1998 | Marc Hodler          | Suiza   |
| 4   | 1998 – 2021 | Gian Franco Kasper   | Suiza   |
| 5   | 2021 –      | Johan Eliasch        | Suecia  |

Page semi-protected

## Federaciones nacionales
En 2006 la FIS cuenta con la afiliación de 108 federaciones nacionales de los cinco continentes.
| N.º | País                                 | Federación                                             | Página web                                                                          |
| --- | ------------------------------------ | ------------------------------------------------------ | ----------------------------------------------------------------------------------- |
| 1   | Albania                              | Albanian Skiing Federation                             |                                                                                     |
| 2   | Alemania                             | Deutscher Skiverband                                   | http://www.ski-online.de/                                                           |
| 3   | Andorra                              | Federació Andorrana d’Esquí                            | http://www.fae.ad/                                                                  |
| 4   | Argelia                              | Fédération Algérienne de Ski et Sports de Montagne     |                                                                                     |
| 5   | Argentina                            | Federación Argentina de Ski y Andinismo                | http://www.fasa.org.ar/                                                             |
| 6   | Armenia                              | Armenian Ski Federation                                |                                                                                     |
| 7   | Australia                            | Ski & Snowboard Australia                              | http://www.skiandsnowboard.org.au/                                                  |
| 8   | Austria                              | Österreichischer Skiverband                            | http://www.oesv.at/                                                                 |
| 9   | Azerbaiyán                           | Azerbaijan Ski Federation                              |                                                                                     |
| 10  | Bahamas                              | Bahamas Ski Association                                |                                                                                     |
| 11  | Barbados                             | Barbados Ski Association                               |                                                                                     |
| 12  | Bélgica                              | Royal Belgian Ski Federation                           |                                                                                     |
| 13  | Bermudas                             | Bermuda Winter Ski Association                         |                                                                                     |
| 14  | Bielorrusia                          | Bielorrusia Ski Union                                  |                                                                                     |
| 15  | Bolivia                              | Federación Boliviana de Ski y Andinismo                | https://web.archive.org/web/20100218190508/http://www.febsa.org/                    |
| 16  | Bosnia y Herzegovina                 | Ski Federation of Bosnia & Herzegovina                 |                                                                                     |
| 17  | Brasil                               | Confederação Brasileira de Desportos na Neve           | https://cbdn.org.br/                                                                |
| 18  | Bulgaria                             | Bulgarian Ski Federation                               |                                                                                     |
| 19  | Islas Caimán                         | Cayman Islands Confederation of Snowsports             |                                                                                     |
| 20  | Camerún                              | Fédération de Ski de Cameroun                          |                                                                                     |
| 21  | Canadá                               | Canadian Snowsports Association                        | http://www.canadaskiandsnowboard.net/                                               |
| 22  | Chile                                | Federación de Ski y Snowboard de Chile                 | https://www.fedeskichile.cl/                                                        |
| 23  | China                                | Chinese Ski Association                                |                                                                                     |
| 24  | Chipre                               | Cyprus Ski Federation                                  |                                                                                     |
| 25  | Corea del Norte                      | Ski Association of D.P.R. Korea                        |                                                                                     |
| 26  | Corea del Sur                        | Korea Ski Association                                  |                                                                                     |
| 27  | Colombia                             | Asociación de Esquí de Colombia                        | http://fedesqui.com.co                                                              |
| 28  | Costa Rica                           | Asociación Costarricense de Esquí                      |                                                                                     |
| 29  | Croacia                              | Croatian Ski Association                               |                                                                                     |
| 30  | Dinamarca                            | Dansk Skiforbund                                       |                                                                                     |
| 31  | Egipto                               | Association de Ski de l'Egypte                         |                                                                                     |
| 32  | El Salvador                          | Federación Salvadoreña de Nieve y Hielo                |                                                                                     |
| 33  | Eslovaquia                           | Ski Association of Slovakia                            |                                                                                     |
| 34  | Eslovenia                            | Slovenian Ski Association                              |                                                                                     |
| 35  | España                               | Real Federación Española de Deportes de Invierno       | http://www.rfedi.es/                                                                |
| 36  | Estados Unidos                       | United States Ski & Snowboard Association              | http://www.ussa.org/                                                                |
| 37  | Estonia                              | Estonian Ski Association                               |                                                                                     |
| 38  | Etiopía                              | Ethiopian National Ski Federation                      |                                                                                     |
| 39  | Filipinas                            | Philippine Ski Federation                              |                                                                                     |
| 40  | Finlandia                            | Finnish Ski Association                                |                                                                                     |
| 41  | Fiyi                                 | Fiji National Olympic Committee                        |                                                                                     |
| 42  | Francia                              | Fédération Française de Ski                            | http://www.ffs.fr/                                                                  |
| 43  | Georgia                              | Winter Sports Federation of Georgia                    |                                                                                     |
| 44  | Ghana                                | National Ski Association of Ghana                      |                                                                                     |
| 45  | Granada                              | Grenada International Sports Foundation                |                                                                                     |
| 46  | Grecia                               | Hellenic Ski Federation                                |                                                                                     |
| 47  | Guatemala                            | Asociación de Deportes de Invierno de Guatemala        |                                                                                     |
| 48  | Honduras                             | Asociación de Esquí de Honduras                        |                                                                                     |
| 49  | Hong Kong                            | Ski Association of Hong Kong                           |                                                                                     |
| 50  | Hungría                              | Hungarian Ski Federation                               |                                                                                     |
| 51  | India                                | Winter Games Federation of India                       |                                                                                     |
| 52  | Irán                                 | Iran Ski Federation                                    |                                                                                     |
| 53  | Irlanda                              | Ski Association of Ireland                             |                                                                                     |
| 54  | Islandia                             | Icelandic Ski Association                              |                                                                                     |
| 55  | Islas Vírgenes de los Estados Unidos | U.S. Virgin Islands Ski Federation                     |                                                                                     |
| 56  | Israel                               | Israel Ski Federation                                  |                                                                                     |
| 57  | Italia                               | Federazione Italiana Sport Invernali                   | http://www.fisi.org/                                                                |
| 58  | Jamaica                              | Jamaica Ski Federation                                 |                                                                                     |
| 59  | Japón                                | Ski Association of Japan                               |                                                                                     |
| 60  | Kazajistán                           | Ski Association of Kazakhstan                          |                                                                                     |
| 61  | Kenia                                | Kenya Ski Federation                                   |                                                                                     |
| 62  | Kirguistán                           | Ski Federation of Kyrgyzstan                           |                                                                                     |
| 63  | Kuwait                               | Kuwait Ski Association                                 |                                                                                     |
| 64  | Letonia                              | Latvian Ski Association                                |                                                                                     |
| 65  | Líbano                               | Fédération Libanaise de Ski                            |                                                                                     |
| 66  | Liechtenstein                        | Liechtensteinischer Skiverband                         |                                                                                     |
| 67  | Lituania                             | Skiing Federation of Lithuania                         |                                                                                     |
| 68  | Luxemburgo                           | Fédération Luxembourgeoise de Ski                      |                                                                                     |
| 69  | Macedonia del Norte                  | Ski Federation of Macedonia                            |                                                                                     |
| 70  | Madagascar                           | Ski Madagascar                                         |                                                                                     |
| 71  | Marruecos                            | Fédération Royale Marocaine de Ski                     |                                                                                     |
| 72  | México                               | Federación Mexicana de Deportes de Invierno            |                                                                                     |
| 73  | Moldavia                             | Ski Federation of the Republic of Moldova              |                                                                                     |
| 74  | Mónaco                               | Fédération Monégasque de Ski                           |                                                                                     |
| 75  | Mongolia                             | Mongolian Ski Federation                               |                                                                                     |
| 76  | Montenegro                           | Montenegro Ski Association                             |                                                                                     |
| 77  | Nepal                                | Nepal Ski Association                                  |                                                                                     |
| 78  | Noruega                              | Norges Skiforbund                                      | https://www.skiforbundet.no/                                                        |
| 79  | Nueva Zelanda                        | Snow Sports New Zealand                                |                                                                                     |
| 80  | Países Bajos                         | Nederlandse Ski Vereniging                             |                                                                                     |
| 81  | Pakistán                             | Ski Federation of Pakistan                             |                                                                                     |
| 82  | Perú                                 | Federación Peruana de Andinismo y deportes de Invierno | http://www.fepadi.gob.pe                                                            |
| 83  | Polonia                              | Polish Ski Federation                                  |                                                                                     |
| 84  | Portugal                             | Federação Portuguesa de Esquí                          | https://fpesqui.pt/                                                                 |
| 85  | Puerto Rico                          | Federación Puertorriqueña de Ski                       |                                                                                     |
| 86  | Reino Unido                          | Snowsport GB                                           |                                                                                     |
| 87  | República Checa                      | Ski Association of the Czech Republic                  |                                                                                     |
| 88  | Rumania                              | Federaţia Română de Schi                               |                                                                                     |
| 89  | Rusia                                | Russian Ski Association                                |                                                                                     |
| 90  | Samoa Americana                      | American Samoa Ski Association                         |                                                                                     |
| 91  | San Marino                           | Federazione Sammarinese Sport Invernali                |                                                                                     |
| 92  | Senegal                              | Fédération Sénegalaise de Ski                          |                                                                                     |
| 93  | Serbia                               | Ski Federation of Serbia                               |                                                                                     |
| 94  | Suazilandia                          | Swaziland Ski Association                              |                                                                                     |
| 95  | Sudáfrica                            | Snow Sports South Africa                               |                                                                                     |
| 96  | Sudán                                | Sudanese Winter Sports Association                     |                                                                                     |
| 97  | Suecia                               | Svenska Skidförbundet                                  | http://www.skidor.com/                                                              |
| 98  | Suiza                                | Swiss Ski                                              | https://web.archive.org/web/20070204015205/http://www.swiss-ski.ch/001ski_00_de.htm |
| 99  | Tailandia                            | Ski Association of Thailand                            |                                                                                     |
| 100 | Taiwán                               | Chinese Taipei Ski Association                         |                                                                                     |
| 101 | Tayikistán                           | Tayikistán Ski Federation                              |                                                                                     |
| 102 | Trinidad y Tobago                    | Trinidad & Tobago Snowsports Federation                |                                                                                     |
| 103 | Turquía                              | Turkish Ski Federation                                 |                                                                                     |
| 104 | Ucrania                              | Ukrainan Ski Federation                                |                                                                                     |
| 105 | Uruguay                              | Asociación Uruguaya de Ski                             |                                                                                     |
| 106 | Uzbekistán                           | Ski Association of Uzbekistan                          |                                                                                     |
| 107 | Venezuela                            | Asociación Venezolana de Esquí VENESQUI                |                                                                                     |
| 108 | Zimbabue                             | Ski Association of Zimbabwe                            |                                                                                     |

## Normas FIS
Son las normas de conducta de la Federación Internacional de Esquí (F.I.S.) para esquiadores y snowboarders (redacción 2002).